# 傅僉
傅 僉（ふ せん）は、中国三国時代の蜀漢の武将。荊州義陽郡の人。父は傅彤。子は傅著・傅募。

## 経歴
父の傅彤も蜀漢に仕えたが、章武2年（222年）に夷陵の戦いで戦死した。傅僉はその後に左中郎将、次いで関中都督となった。
景耀6年（263年）、魏の侵攻を受けた時に傅僉は、蔣舒と共に陽安関を守っていた。守備の命令と傅僉の諫止にもかかわらず蔣舒は「出撃して敵に勝つことこそ手柄だ。それぞれ自分の思いどおりにやろう」と主張し、軍勢を率いて出撃。しかし実際には戦意はなく、魏の先鋒胡烈に降伏してしまう。その虚に乗じた胡烈の襲撃を受けた傅僉は、奮戦するもむなしく戦死を遂げた。
後年、西晋の皇帝司馬炎は、傅彤・傅僉父子の忠義を称える詔を出した。子の傅著・傅募は官奴にされたが、後に赦免され庶人となった。

## 三国志演義

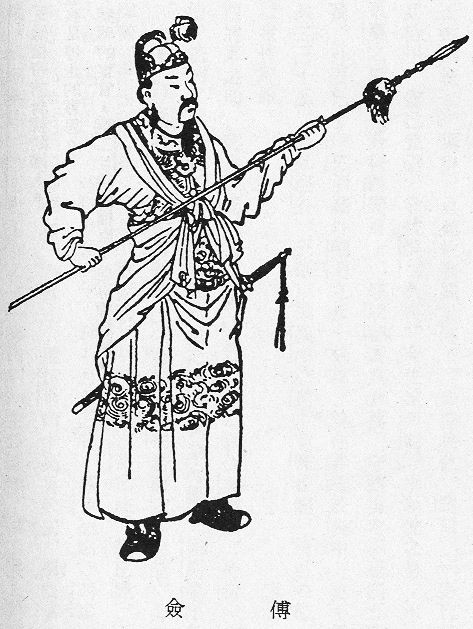

小説『三国志演義』では剛腹の荒武者で、鉄扇と薙刀を愛用している。姜維に気に入られ北伐に従い、魏との戦いで活躍。王真を生け捕り、李鵬を討ち取り、鄧艾からも勝利を収めた。
魏軍が大挙して蜀に攻め込んできた際、部下の蔣舒と共に陽平関を守る。鍾会の軍が迫ると蔣舒は守りを固めるべきと進言するが、傅僉はこれを聞き入れずに出撃。このため蔣舒は鍾会に投降して、陽平関を明け渡すこととなる。傅僉は怒って奮戦するが力及ばず、最後は「蜀の臣として生まれたからには、死して蜀の鬼とならん」と言い、自刎して果てた。